# Moor Lane
Moor Lane, conocido como Peninsula Stadium por razones de patrocinio, es un estadio de fútbol ubicado en Salford, Gran Mánchester, en la región noroeste de Inglaterra, y es la casa del Salford City. 

## Historia
El Salford City se mudó a Moor Lane en 1978; El estadio había estado activo para otros deportes muchos años antes de esta fecha.
En octubre de 2016, se anunció que el estadio se renovaría, lo que aumentaría su capacidad de 1.600 a 5.108, incluidos 2.246 asientos. El permiso de planificación fue aceptado posteriormente el 15 de diciembre de 2016.
El 19 de octubre de 2017, el recién renovado estadio fue reabierto por Sir Alex Ferguson, y se reveló que el club había acordado una asociación con Peninsula Business Services como patrocinadores, y el terreno pasaría a llamarse Peninsula Stadium.

### Patrocinadores
Desde 2017 el estadio por razones de patrocinio ha adoptado el nombre de Peninsula Stadium, por un periodo de cinco años.

## Transporte
El estadio es servido por las rutas de autobús 92 (por las noches) y 93 entre Bury y Mánchester, ruta 94 entre Pilsworth y NMGH, ruta 95 entre Bury y Salford Shopping Center y la ruta 484 cercana que sirve Eccles, Swinton, Pendlebury y Prestwich.